# Forepark (métro de Rotterdam)
Forepark est une station de la ligne E du métro de Rotterdam. Elle est située à Pijlkruidveld, dans le district Forepark (nl), à La Haye au Pays-Bas.
Mise en service en 2007, dans le cadre du projet RandstadRail, elle est, depuis 2010, desservie par la ligne E du métro de Rotterdam.

## Situation sur le réseau

Plan du métro.

Établie sur un viaduc, la station Forepark, est située sur la ligne E du métro de Rotterdam, entre la station Leidschendam-Voorburg, en direction du terminus nord La Haye-Centrale, et la station Leidschenveen, en direction du terminus sud Slinge,.
Elle dispose d'un quai central encadré par les deux voies de la ligne.